# Ljubomir Petrović
Ljubomir Petrović, també conegut com a Ljupko Petrović, (en serbi: Љубомир Петровић Љупко) (Brusnica Velika, 15 de maig de 1947) fou un futbolista serbo-bosnià dels anys 1970 i posteriorment entrenador.

## Trajectòria
Com a futbolista passà la major part de la seva trajectòria al NK Osijek, club amb el qual aconseguí l'ascens a la primera divisió iugoslava a finals dels anys 1970. Posteriorment també passà alguns anys al futbol dels Estats Units.
On més destacà fou en la faceta d'entrenador. A Iugoslàvia dirigí els clubs NK Osijek, FK Spartak Subotica, FK Rad, FK Vojvodina, i finalment l'Estrella Roja de Belgrad, club amb el qual fou campió de la Copa d'Europa de futbol la temporada 1990-91. La següent temporada fou contractat pel RCD Espanyol però fou destituït abans de finalitzar la temporada. Posteriorment dirigí el CA Peñarol, Grazer AK i els clubs xinesos Shanghai Shenhua i Beijing Guoan. Als anys 2000 entrenà els clubs búlgars PFC Levski Sofia i PFC Litex Lovech. Retornà a Sèrbia on es feu càrrec el març de 2008 de l'OFK Beograd, i el juliol del mateix any el club croat Croatia Sesvete. El desembre de 2008 fou contractat pel FK Vojvodina de Novi Sad.

## Palmarès
Spartak Subotica
- Segona divisió iugoslava:
  - 1988

Vojvodina Novi Sad
- Lliga iugoslava de futbol:
  - 1989

Estrella Roja
- Copa d'Europa de futbol:
  - 1991
- Lliga iugoslava de futbol:
  - 1991
- Lliga serbo-montenegrina de futbol:
  - 1995
- Copa serbo-montenegrina de futbol:
  - 1995; 1996

Levski Sofia
- Lliga búlgara de futbol:
  - 2001

Beijing Guoan
- Copa xinesa de futbol:
  - 2003

Litex Lovech
- Copa búlgara de futbol:
  - 2004